# Макурді
Маку́рді — місто в центральній частині Нігерії, на річці Бенуе, притоці річки Нігер. Адміністративний центр штату Бенуе. (англ. Makurdi)
Населення міста становить 319 797 осіб (2007; 72 тис. в 1975).
Місто є транспортним вузлом на перетині Східної залізничної магістралі Порт-Харкорт-Кадуна та автошляхів. Річковий порт на річці Бенуе. Автобусними рейсами з'єднаний з навколишніми містами.
Значний торговий центр сільськогосподарського району (ямс, кунжут).
У місті знаходиться військова повітряна база Нігерії. 2 університети: Університет штату Бенуе та Сільськогосподарський Федеральний університет.